# أيرا (بالا لاريجان)
أیرا (بالفارسية: ایرا) هي قرية تقع في إيران في قسم بالا لاریجان الريفي. يقدر عدد سكانها بـ 69 نسمة بحسب إحصاء 2016.